# Bossus-lès-Rumigny
Bossus-lès-Rumigny is een gemeente in het Franse departement Ardennes (regio Grand Est) en telt 94 inwoners (2021). De plaats maakt deel uit van het arrondissement Charleville-Mézières.

## Geografie
De oppervlakte van Bossus-lès-Rumigny bedraagt 8,0 km², de bevolkingsdichtheid is dus 12,3 inwoners per km².
De onderstaande kaart toont de ligging van Bossus-lès-Rumigny met de belangrijkste infrastructuur en aangrenzende gemeenten.

## Demografie
Onderstaande figuur toont het verloop van het inwonertal (bron: INSEE-tellingen).

Vanwege een beveiligingsprobleem met de MediaWiki Graph-software is het momenteel niet mogelijk deze grafiek weer te geven. Zodra de software is bijgewerkt zal de grafiek vanzelf weer zichtbaar worden.

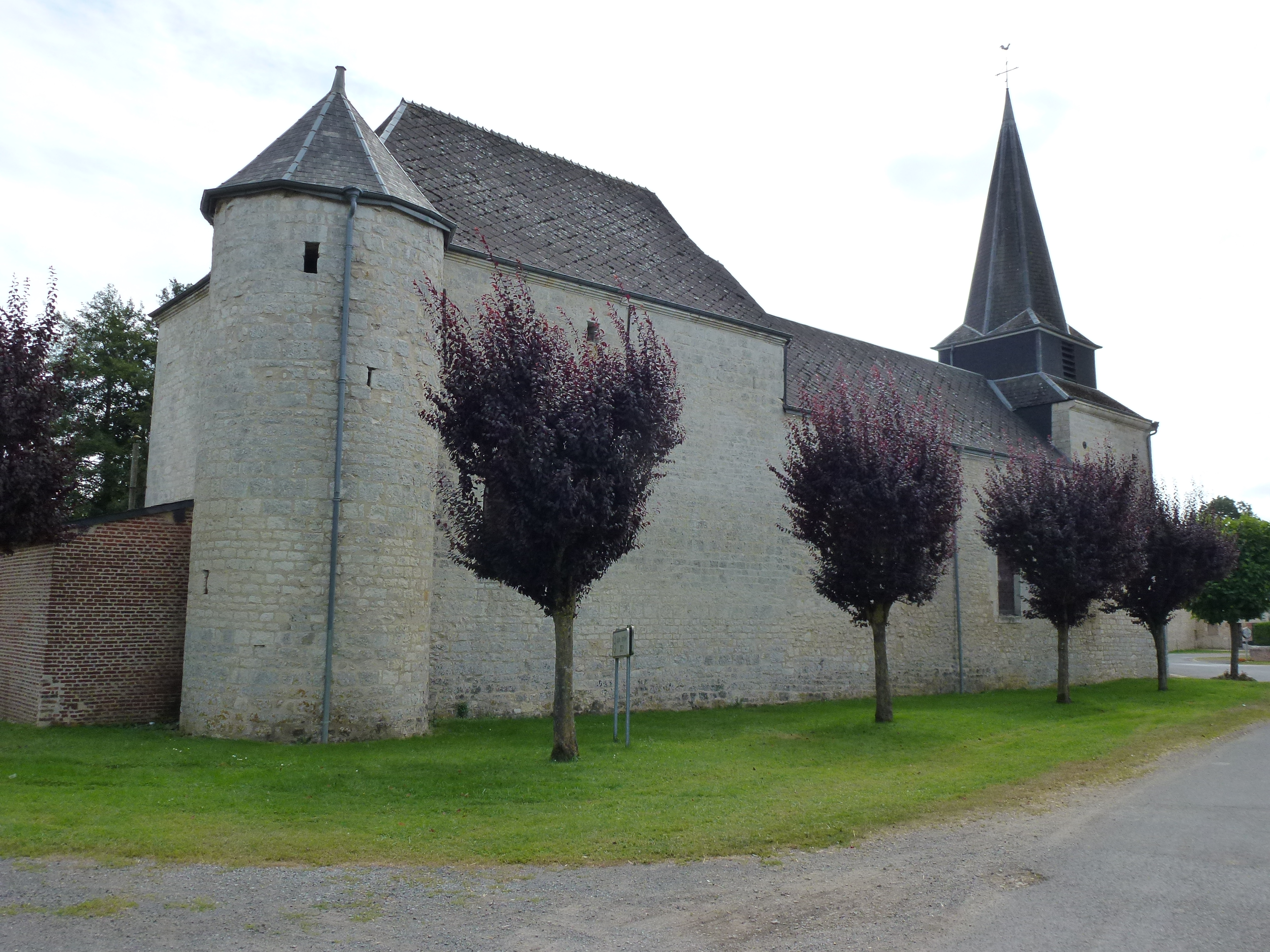
Kerk Saint-Martin
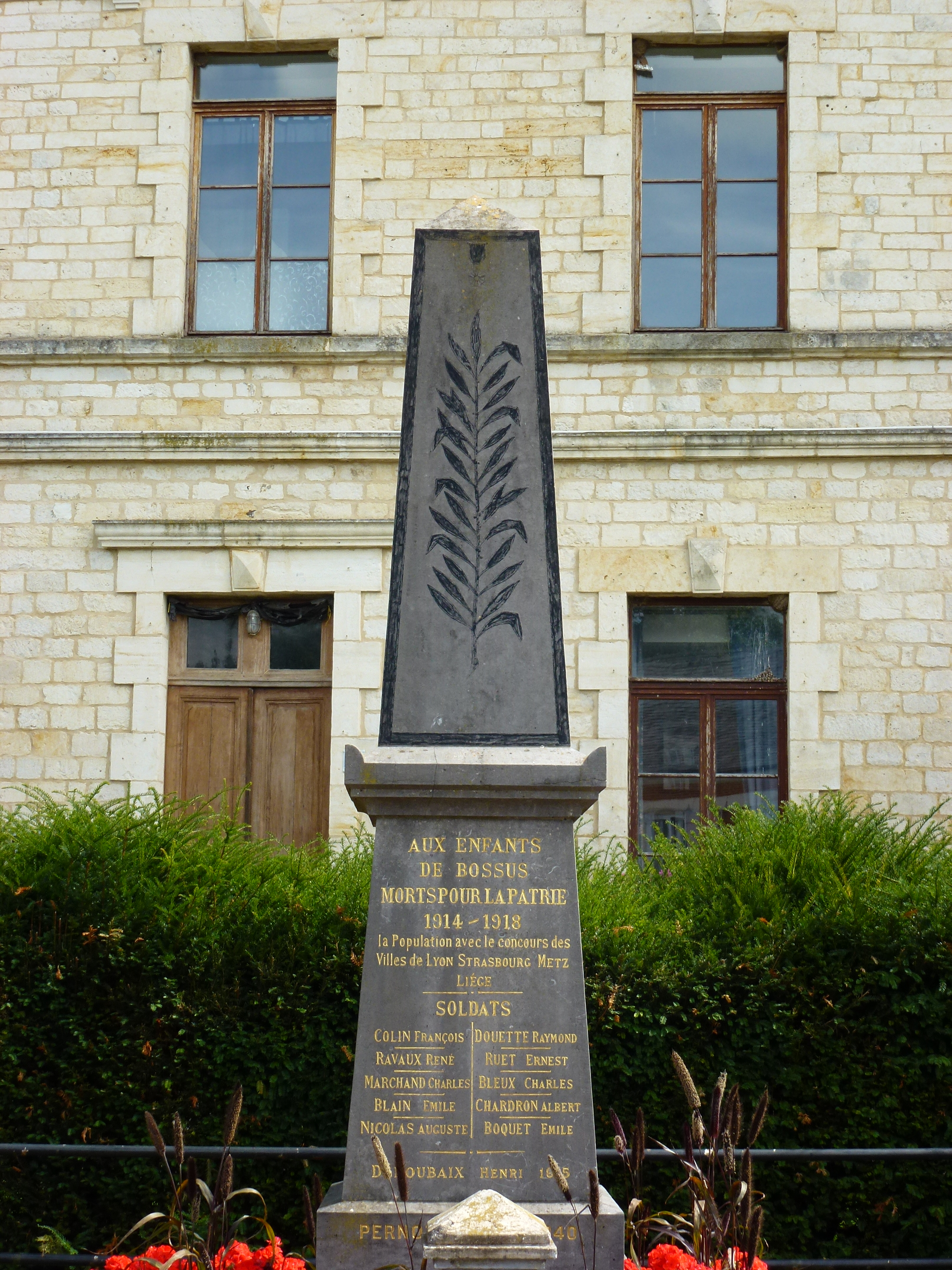
Oorlogsmonument
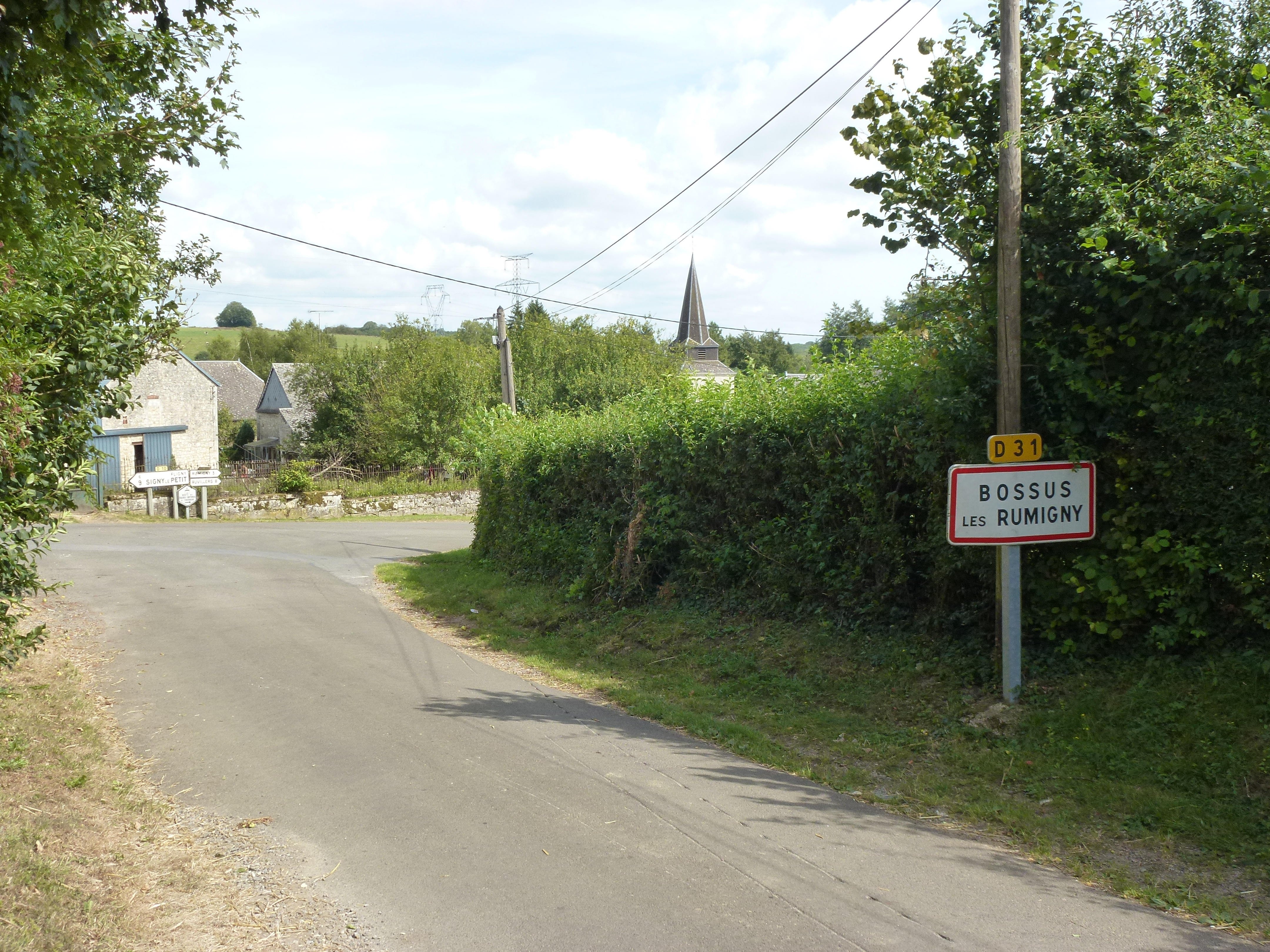
Entree van Bossus-lès-Rumigny
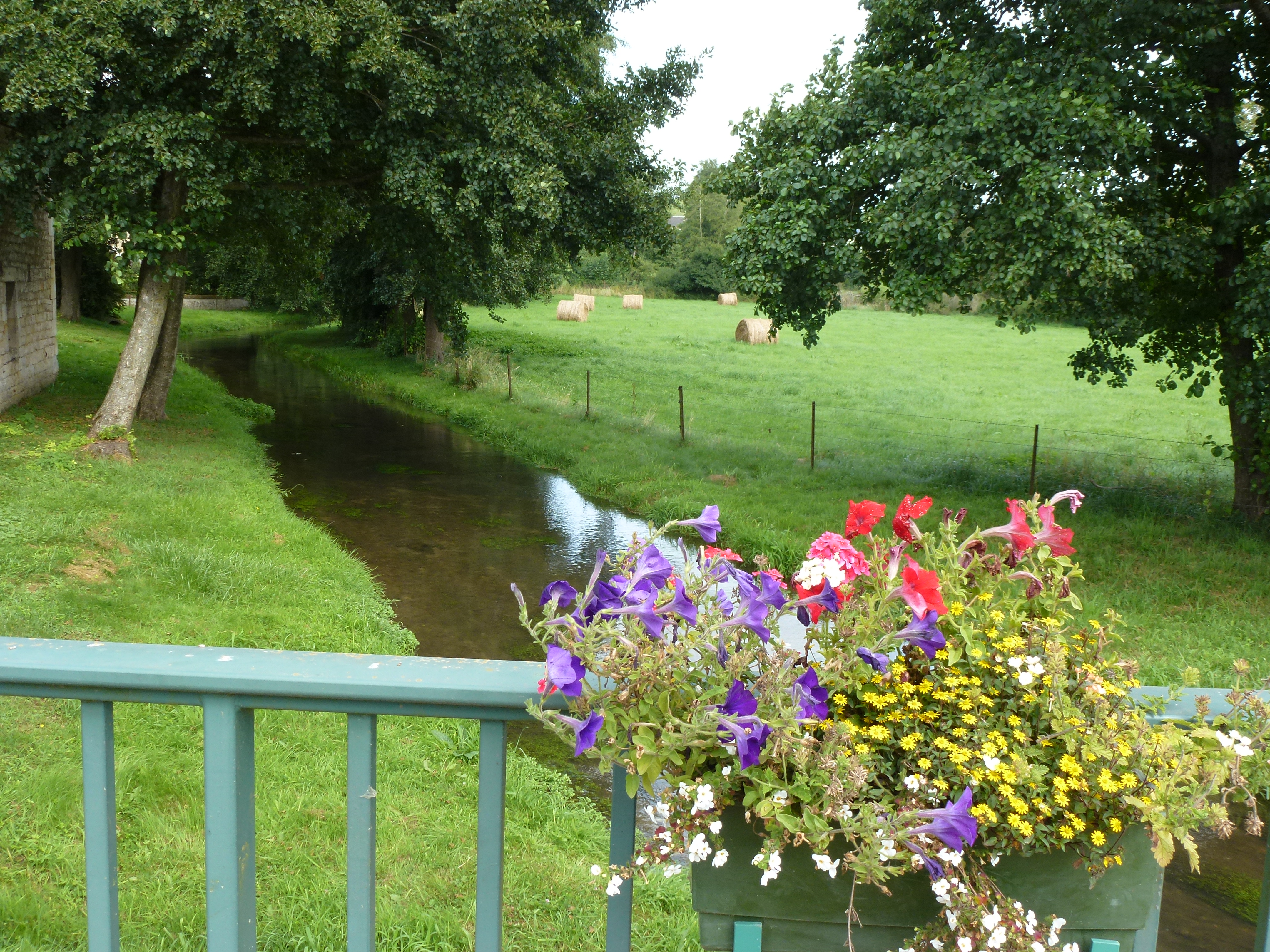
Het riviertje de Thon in Bossus-lès-Rumigny